# Вікторія (Ньюфаундленд і Лабрадор)
Вікторія (англ. Victoria) — містечко в Канаді, у провінції Ньюфаундленд і Лабрадор.

## Населення
За даними перепису 2016 року, містечко нараховувало 1800 осіб, показавши зростання на 2,0%, порівняно з 2011-м роком. Середня густина населення становила 102,1 осіб/км².
З офіційних мов обидвома одночасно володіли 10 жителів, тільки англійською — 1 790. Усього 5 осіб вважали рідною мовою не одну з офіційних.
Працездатне населення становило 51,1% усього населення, рівень безробіття — 20,8% (29,8% серед чоловіків та 10,7% серед жінок). 89,9% осіб були найманими працівниками, а 5% — самозайнятими.
Середній дохід на особу становив $36 853 (медіана $25 749), при цьому для чоловіків — $49 280, а для жінок $25 746 (медіани — $35 520 та $20 928 відповідно).
22,1% мешканців мали закінчену шкільну освіту, не мали закінченої шкільної освіти — 32,7%, 44,6% мали післяшкільну освіту, з яких 11,5% мали диплом бакалавра, або вищий.
| Статево-вікова структура населення | Статево-вікова структура населення | Статево-вікова структура населення | Статево-вікова структура населення | Статево-вікова структура населення |
| ---------------------------------- | ---------------------------------- | ---------------------------------- | ---------------------------------- | ---------------------------------- |
|                                    |                                    |                                    |                                    |                                    |
| Всього                             | Всього                             | 48,1%51,9%                         |                                    |                                    |
| 0 — 14 років                       | 0 — 14 років                       |                                    | 15%                                | 15%                                |
| 15 — 64 років                      | 15 — 64 років                      |                                    | 64,9%                              | 64,9%                              |
| 65 і більше                        | 65 і більше                        |                                    | 20,1%                              | 20,1%                              |
| 85 і більше                        | 85 і більше                        |                                    | 1,4%                               | 1,4%                               |
| Середній вік (років)               | Середній вік (років)               | 42,845,5                           | 44,2                               | 44,2                               |
| Медіана (років)                    | Медіана (років)                    | 45,848,4                           | 47,3                               | 47,3                               |
| — чоловіки — жінки                 |                                    |                                    |                                    |                                    |

| Походження мешканців:     | Походження мешканців:     | Походження мешканців: | Походження мешканців: | Походження мешканців: |
| ------------------------- | ------------------------- | --------------------- | --------------------- | --------------------- |
| Походження                |                           |                       | осіб                  | %                     |
| Корінні американці        | Корінні американці        |                       | 65                    | 3.61%                 |
| Інше північноамериканське | Інше північноамериканське |                       | 1 385                 | 76.94%                |
| Європейське               | Європейське               |                       | 625                   | 34.72%                |
| британське                | британське                |                       | 620                   | 34.44%                |
| французьке                | французьке                |                       | 10                    | 0.56%                 |
| Карибське                 | Карибське                 |                       | 10                    | 0.56%                 |

| Зайнятість населення за галузями (за класифікацією NOC): | Зайнятість населення за галузями (за класифікацією NOC): | Зайнятість населення за галузями (за класифікацією NOC): | Зайнятість населення за галузями (за класифікацією NOC): | Зайнятість населення за галузями (за класифікацією NOC): |
| -------------------------------------------------------- | -------------------------------------------------------- | -------------------------------------------------------- | -------------------------------------------------------- | -------------------------------------------------------- |
|                                                          |                                                          |                                                          |                                                          |                                                          |
| Управління                                               | Управління                                               |                                                          | 7,9%                                                     | 7,9%                                                     |
| Бізнес, фінанси та адміністрування                       | Бізнес, фінанси та адміністрування                       |                                                          | 6,6%                                                     | 6,6%                                                     |
| Природничі та прикладні науки                            | Природничі та прикладні науки                            |                                                          | 2,6%                                                     | 2,6%                                                     |
| Охорона здоров'я                                         | Охорона здоров'я                                         |                                                          | 7,3%                                                     | 7,3%                                                     |
| Освіта, правозахист, муніципальні та урядові служби      | Освіта, правозахист, муніципальні та урядові служби      |                                                          | 7,3%                                                     | 7,3%                                                     |
| Мистецтво, культура, відпочинок та спорт                 | Мистецтво, культура, відпочинок та спорт                 |                                                          | 1,3%                                                     | 1,3%                                                     |
| Роздрібна торгівля та послуги                            | Роздрібна торгівля та послуги                            |                                                          | 21,2%                                                    | 21,2%                                                    |
| Гуртова торгівля, транспорт та обладнання                | Гуртова торгівля, транспорт та обладнання                |                                                          | 37,1%                                                    | 37,1%                                                    |
| Природні ресурси, сільське господарство                  | Природні ресурси, сільське господарство                  |                                                          | 4%                                                       | 4%                                                       |
| Виробництво                                              | Виробництво                                              |                                                          | 6,6%                                                     | 6,6%                                                     |

## Клімат
Середня річна температура становить 4,9°C, середня максимальна – 19°C, а середня мінімальна – -10,5°C. Середня річна кількість опадів – 1 340 мм.
| Клімат поселення                              | Клімат поселення | Клімат поселення | Клімат поселення | Клімат поселення | Клімат поселення | Клімат поселення | Клімат поселення | Клімат поселення | Клімат поселення | Клімат поселення | Клімат поселення | Клімат поселення | Клімат поселення |
| Показник                                      | Січ.             | Лют.             | Бер.             | Квіт.            | Трав.            | Черв.            | Лип.             | Серп.            | Вер.             | Жовт.            | Лист.            | Груд.            |                  |
| Середній максимум, °C                         | 0,01             | −0,52            | 2,66             | 6,92             | 11,56            | 15,87            | 18,46            | 19,01            | 15,18            | 10,50            | 6,15             | 0,94             |                  |
| Середня температура, °C                       | −4,96            | −5,49            | −2,32            | 1,94             | 6,56             | 10,90            | 15,38            | 15,94            | 12,09            | 7,44             | 3,08             | −2,11            |                  |
| Середній мінімум, °C                          | −9,95            | −10,49           | −7,3             | −3,05            | 1,58             | 5,92             | 12,33            | 12,87            | 9,03             | 4,36             | 0,00             | −5,17            |                  |
| Норма опадів, мм                              | 120              | 113              | 101              | 98               | 96               | 99               | 94               | 91               | 126              | 146              | 130              | 126              |                  |
| Середньомісячна швидкість вітру, м/с          | 7.64             | 7.15             | 6.80             | 6.22             | 5.54             | 5.18             | 5.02             | 5.06             | 5.61             | 6.31             | 6.84             | 7.48             |                  |
| Середньомісячна сонячна радіація, кДж/м²·день | 3901             | 6688             | 10561            | 13931            | 17011            | 19098            | 19063            | 16037            | 12024            | 7135             | 4112             | 3007             |                  |
| --------------------------------------------- | ---------------- | ---------------- | ---------------- | ---------------- | ---------------- | ---------------- | ---------------- | ---------------- | ---------------- | ---------------- | ---------------- | ---------------- | ---------------- |
| Джерело:                                      |                  |                  |                  |                  |                  |                  |                  |                  |                  |                  |                  |                  |                  |